# مهدی‌خیل
مهدی خیل، روستایی است از توابع بخش دشت‌سر شهرستان آمل در استان مازندران ایران.

## جمعیت
این روستا در دهستان دشت‌سر شرقی قرار دارد و براساس سرشماری مرکز آمار ایران در سال ۱۳۸۵، جمعیت آن ۹۲۶ نفر (۲۱۹خانوار) بوده‌است.